# Alice: A Fairy Love Tale
Pour les articles homonymes, voir Alice.
 Pour plus de détails, voir Fiche technique et Distribution
Alice: A Fairy Love Tale est un film pornographique produit par le studio Bluebird Films. Le film a été réalisé par Paul Chaplin, fondateur et propriétaire du studio. Il a obtenu en 2011 l'AVN Award du meilleur film étranger.

## Synopsis
Alice (Stacy Saran) une jeune femme tourmentée rève d'échapper à son environnement. Par chance, elle est transportée dans une contrée étrange où elle rencontre des jumelles un peu bornées (Kit Lee et Kate Lee), des cartes à jouer qui parlent, un lapin blanc (Paul Chaplin) et une reine en colère. Chaque rencontre lui apporte une nouvelle expérience sexuelle.
Comme son nom le suggère, le film est une parodie pornographique d'Alice au pays des merveilles. 

## Récompenses
- 2011 : AVN Award Meilleur film étranger (Best Foreign Feature)

## Fiche technique
- Titre : Alice: A Fairy Love Tale
- Réalisation : Paul Chaplin
- Scénario :
- Production : Bluebird Films
- Date de sortie : 8 mars 2010
- Pays : Royaume-Uni
- Genre : film pornographique
- Durée : 140 minutes

## Distribution
- Stacy Saran (rôle d'Alice)
- India Babe (comme India)
- Cindy Behr
- Paul Chaplin
- Demetri XXX
- Cory Everson
- Jodi James (comme Jodie James)
- Kat Lee
- Kit Lee
- Steve Perry (comme Ben Dover)
- Jay R.
- Renee Richards
- Ian Tate (comme Dirty Dog)
- Michelle Thorne
- Tony Uttley (comme Tony James)
- Lexi Ward

## Scènes
- Scene 1 : Stacy Saran et Ben Dover
- Scene 2 : Kat Lee, Kit Lee, Stacy Saran, Demetri XXX et Jay R.
- Scene 3 : Michelle Thorne et Stacy Saran
- Scene 4 : Stacy Saran, une femme et deux hommes non crédités
- Scene 5 : Cindy Behr, India Babe, Lexi Ward, Stacy Saran, Ian Tate, Paul Chaplin et Tony James
- Scene 6 : Cory Everson, Renee Richards, Stacy Saran, Paul Chaplin et un homme non crédité